# Topolovo, Plovdiv
Topolovo (în bulgară Тополово) este un sat în comuna Asenovgrad, regiunea Plovdiv,  Bulgaria. 

## Demografie
Componența etnică a satului Topolovo
     Turci (35,93%)
     Bulgari (60,63%)
     Nicio identificare (2,99%)
     Altele (1,04%)
La recensământul din 2011, populația satului Topolovo era de 2.769 locuitori. Din punct de vedere etnic, majoritatea locuitorilor (60,63%) erau bulgari, cu o minoritate de turci (35,93%). Pentru 2,99% din locuitori nu este cunoscută apartenența etnică.